# Liste des épisodes de La Vie avant tout

Cette page recense la liste des épisodes de la série télévisée La Vie avant tout.

## Première saison (2000-2001)
1. Médecine à deux vitesse (Pilot)
2. Bébé éprouvette (Preexisting Conditions)
3. Erreur sur la personne (Misconceptions)
4. Belle à tout prix (Second Look)
5. Coma dépassé (Performance Anxiety)
6. Point de non-retour (Drug Interactions)
7. Hypnothérapie (Do No Harm)
8. Traitement miracle (Miracle Cure)
9. Accoutumance (Dependecy)
10. Tant qu'il y aura de la vie (part 1) (BRCA 1)
11. Tant qu'il y aura de la vie (part 2) (BRCA2)
12. À consommer avec modération (Brainchild)
13. Deux avis valent mieux qu'un (Second Opinion)
14. Effets secondaires (Side Effects)
15. Le Temps des miracles (Blessed Events)
16. Sous dépendance (Fix)
17. Dur, dur d'être maman (Maternity)
18. Scandale au collège (Complications)
19. Romance à dix mille pieds (Childcare)
20. Mauvais Sang (Drugstore Cowgirl)
21. La Fièvre du mercredi soir (Wednesday Night Fever)

## Deuxième saison (2001-2002)
1. Question d'éthique (Donors)
2. Un argument de poids (Adverse Reactions)
3. Hallucinations (Gray Matter)
4. Il était une fois (History)
5. Difficile Séparation (Attachments)
6. Pianiste prodige (Relief)
7. Plus forts à deux (Impaired)
8. Renaissance / Trois Histoires (Rebirth)
9. Pile ou Face (Control Group)
10. Quatre parents pour un enfant (Zol Zein Gezint)
11. L'Éternel Féminin (Systemic)
12. Une carrière brisée (Accidents)
13. Victime du silence (Silent Epidemic)
14. Attentat à l'hôpital (Hot Flash)
15. Profil génétique (Bloodwork)
16. Panique à la fac (Black 'n' Flu)
17. Le Berceau de l'humanité (Precautions)
18. Infirmières en grève (Shock)
19. Donnant-donnant (Type and Cross)
20. Une si longue nuit (Rape Kit)
21. Choix de vie (Trauma)
22. Secrets de femmes (Recovery Time)

## Troisième saison (2002-2003)
1. Un bébé avant tout / Un bébé toute seule (Positive)
2. À bout de souffle (Outcomes)
3. Rendez vous amoureux (Stages)
4. Un cœur qui bat (Heartbeat)
5. Le Cœur d'un bébé (Compassionate release)
6. L'Adoption (Discharged)
7. Une nouvelle recrue (Admissions)
8. Première Confrontation (Contraindications)
9. Histoires de famille (Family History)
10. Depuis l'espace (House Calls)
11. Psychose (Flesh and Blood)
12. Le Rouge aux joues (Blush)
13. Épidémie à Ritten House (Deterioration)
14. Réminiscence (Poison)
15. Premier Bébé de l'année (The Philadelphia Chromosome)
16. Affaires de famille (PMS, Lies and Red Tape)
17. Cas de conscience (Orders)
18. Droit au cœur (Blocked Lines)
19. Pour l'amour d'un orphelin (Intensive Care)
20. Une Saint-Valentin mouvementée (Addicted to Love)
21. Un choix difficile (Degeneration)
22. À vos risques et périls (Risk)

## Quatrième saison (2003-2004)
1. Cœur de héros (The hero heart)
2. Le Choix (Emergency contacts)
3. Enfants échangés (Heartbeats and Deadbeats)
4. Cruelles Décisions (Rash Decisons)
5. Apparences trompeuses (Breathing Lessons)
6. Le Diagnostic (Misdiagnosis Murder)
7. Vaccinations (Vaccinations)
8. Coup de chaleur (Temperature's Rising)
9. Dernier Combat (Speculum for a Heavyweight)
10. Mauvais Foie (Bad Liver)
11. Journal intime (Maternal Mirrors)
12. Empoisonnement (Jeaneology)
13. L'Argent chaud (Skin)
14. Question de vie ou de mort (Love and Let Die)
15. Amnésie (Coming Clean)
16. Le Vaccin anti-tabac (Prescriptions)
17. Crise de Noël (Seize The Day)
18. Vivre libre (Ears, Ho's and Threat)
19. Changement de régime (Weights And Measures)
20. Interview vérité (The Real World Rittenhouse)
21. Rattrapée par son passé (Identity Crisis)
22. Alerte aux urgences (Quarantine)

## Cinquième saison (2004-2005)
1. Découvertes douloureuses / Découvertes sombres (Positive Results)
2. Thérapie musicale (Touched by an Idol)
3. Recherche parents désespérément (Omissions)
4. L'Origine du mal (Cape Cancer)
5. Fractures (Fractured)
6. Nouveaux Départs (Goodbye Slash Rest In Peace)
7. Médecine douce (Healing Touch )
8. Coup de sang (Bleading Touch)
9. Un métier à surprises (Prophylactic Measures)
10. Leçon de vie (Life in the Balance)
11. Grande Première (Like Cures Like)
12. Entre rêves et réalités (Cinderella in Scrubs)
13. De gros soucis (Body Mass Increase)
14. Docteur courage (Selective Breeding)
15. Mauvaise Conduite (A Dose of Reality)
16. Mure Décision (Graft)
17. Une question de trop (Code)
18. La Couleur de l'espoir (Virgin Birth)
19. À votre bon cœur (Foreign Bodies')
20. Premier secours (First Response)
21. Fin de repas difficile (Implants, Transplants, and Cuban Aunts)
22. Examen de passage (Cutting The Cord)

## Sixième saison (2005-2006)
1. Une attente difficile (New Blood)
2. Même pas mal (Feeling No Pain)
3. Coup de poker (Clinical Risk)
4. Tous en chœur (Differentials)
5. La Mort en face (Dying Inside)
6. Faux Jumeaux (Y Factor)
7. La Raison du cœur (Paternity Test)
8. La Boîte de Pandore (Infectious Love)
9. La Révolte (Gunshot Wedding')
10. Lune de miel (Family Practice)
11. Le Syndrome de Down (Broken Hearts)
12. Dernières Chances (It Takes a Clinic)
13. Produits naturels (Agony and Ecstasy)
14. Que le meilleur gagne (Chief Complaints)
15. Pour la cause... (Promising Treatment')
16. Chambre double (Rhythm of the Heart)
17. Le Miracle de noël (We Wish You A Merry Chryst Meth)
18. Ma sœur, ma bataille (My Sister, My Doctor, Myself)
19. Un traitement peu orthodoxe (Unorthodox Treatment)
20. Alerte rouge (Baby Boom!)
21. Un vrai cirque! (Dr. Thorton Hears A Who)
22. Le Seul Choix (Special Delivery)